# Гаврилов Валентин Олександрович
Валентин Олександрович Гаврилов (26 липня 1946 — 23 грудня 2003) — радянський легкоатлет, бронзовий призер Олімпійських ігор. Заслужений майстер спорту.

## З життєпису
На Олімпіаді в Мехіко в 1968 році завоював бронзову медаль у стрибках в висоту, поступившись американцям Еду Керутерсу і Діку Фосбері.
Переможець чемпіонату Європи, чемпіонатів Європи в приміщенні і Універсіади.
Триразовий чемпіон СРСР в 1965, 1967 і 1969 роках.